# Hypotheses non fingo
Hypotheses non fingo (in italiano: non invento ipotesi) è la celeberrima espressione con la quale Isaac Newton esprime l'impossibilità di andare al di là della descrizione dei fenomeni per cercarne la causa. Gli studi di Newton spaziarono in molti campi della fisica (ottica, meccanica classica) e della matematica (calcolo infinitesimale) e per questo è riconosciuto come uno dei padri della fisica classica. Nel condurre le sue ricerche sulla legge gravitazionale Newton rinunciò a definire la forza di gravità limitandosi a descriverne gli effetti dinamici. L'affermazione hypotheses non fingo escude dunque tipo di interpretazione, metafisica o strettamente meccanicistica, ma senza sostenerne o escluderne alcuna. 
La famosa frase è contenuta nella seconda edizione dei Philosophiae Naturalis Principia Mathematica, pubblicata nel 1713, precisamente nella sezione finale intitolata Scolio Generale: "[...] In verità non sono ancora riuscito a dedurre dai fenomeni la ragione di queste proprietà della gravità, e non invento ipotesi. Qualunque cosa, infatti, non deducibile dai fenomeni va chiamata ipotesi; e nella filosofia sperimentale non trovano posto le ipotesi sia metafisiche, sia fisiche, sia delle qualità occulte, sia meccaniche. [...]"